# Чулатів
Чулатів, Чулатове — палеолітична стоянка. Біля села Чулатів, Новгород-Сіверського району Чернігівської області.
Відомі три стоянки:
- 'Чулатів 1 (Крейдяний майдан) 51°57′27″ пн. ш. 33°20′29″ сх. д. / 51.95750° пн. ш. 33.34139° сх. д., що руйнувалася кар'єрами й дала перші палеоантропологічні знахідки в Подесенні. Уламки черепів і зубів.
- Чулатів 2 (Робітничий рів) 51°57′32″ пн. ш. 33°20′36″ сх. д. / 51.95889° пн. ш. 33.34333° сх. д..

Було розкрито понад 1000 м². Стоянка кінця пізнього палеолітичного часу, по кам'яним виробам подібна Тимонівці і Юдинове на Брянщині.
Культурний шар був тонким і, у цілому, досить слабко насиченим знахідками. У процесі розкопок була розроблена й застосована нова
методика досліджень — «великих площ».
- Чулатів 3 (Заровська круча) 51°57′53″ пн. ш. 33°20′46″ сх. д. / 51.96472° пн. ш. 33.34611° сх. д.. «Заров» історична назва вулиці на південній околиці с. Чулатів. Ця вулиця відокремлена від основного села яром (ровом). Тут було знайдено у вторинному шарі 180 кременів «зі слідами штучного відколювання й обробки». Опис і малюнки М. В. Воєводського роблять цілком обґрунтованим сумнів у тім, що всім цим кременям їхній теперішній вигляд доданий людськими руками, але можна приписати також і дії руйнівної роботи льодовика, або річки або водного потоку.